# 1623 en France
Chronologie de la France
- 1619
- 1620
- 1621
- 1622
- 1623
- 1624
- 1625
- 1626
- 1627

## Événements
- 21 janvier : La Vieuville devient surintendant des finances[1].
- 23 janvier : Brûlart de Sillery devient chancelier de France (1623-1624)[2].

- 7 février : traité de Paris entre la France, la Savoie, Venise et les Cantons suisses pour la restitution de la Valteline[3].

- 11 mars : réforme des monastères des ordres de Saint-Augustin, Saint-Benoît, Cluny, et Cîteaux[4].
- 25 mars : mort du duc de Bouillon à Sedan[5].
- 14 avril, Fontainebleau : déclaration du roi confirmant le traité de commerce signé avec l’Angleterre le 24 février 1606[5].
- 17 avril, Fontainebleau : déclaration du roi sur les assemblées de réformés ; elle introduit des commissaires du roi dans les synodes[5].

- 1er septembre-1er octobre : synode national des Églises réformées à Charenton[6].
- 15 septembre : marché passé pour la construction d’un pavillon de chasse à Versailles[7].

- 17 novembre : troubles fiscaux à Rouen[8].

- Révolte des ouvriers de la soie à Lyon sur le bruit que les édits somptuaires prohibant les vêtements de soie vont être mis en vigueur[9].